# Coppa delle Nazioni Juniors UCI 2010
La Coppa delle Nazioni Juniors UCI 2010 fu la terza edizione della competizione organizzata dalla Unione Ciclistica Internazionale, riservata agli atleti di meno di 19 anni. Comprendeva sette gare ed era riservata alle squadre nazionali.

## Calendario
| Data         | Gara                              | Vincitore       | Vincitore (Nazioni) | Leader (Nazioni) |
| ------------ | --------------------------------- | --------------- | ------------------- | ---------------- |
| 11 aprile    | Paris-Roubaix Juniors             | Jasper Stuyven  | Belgio              | Belgio           |
| 5-9 maggio   | Course de la Paix Juniors         | Evgenij Šalunov | Russia              | Russia           |
| 3-6 giugno   | Trofeo Karlsberg                  | Lawson Craddock | Germania            | Russia           |
| 10-11 luglio | Grand Prix Général Patton         | Olivier Le Gac  | Australia           | Russia           |
| 20-25 luglio | Tour de l'Abitibi                 | Lachlan Morton  | Stati Uniti         | Stati Uniti      |
| 6 agosto     | Campionati del mondo a cronometro | Bob Jungels     | Australia           | Stati Uniti      |
| 8 agosto     | Campionati del mondo in linea     | Olivier Le Gac  | Francia             | Stati Uniti      |

## Classifica
Risultati finali.
| Pos. | Nazione     | Punti |
| ---- | ----------- | ----- |
| 1    | Stati Uniti | 207   |
| 2    | Russia      | 177   |
| 3    | Australia   | 147   |
| 4    | Danimarca   | 108   |
| 5    | Belgio      | 106   |
| 6    | Germania    | 104   |
| 7    | Francia     | 92    |
| 7    | Paesi Bassi | 91    |
| 9    | Italia      | 77    |
| 10   | Portogallo  | 74    |